# Курт Геррон
Курт Ґерро́н (нім. Kurt Gerron; 11 травня 1897, Берлін — 15 листопада, за іншими даними, 28 жовтня 1944, Освенцім) — німецький актор, режисер.

## Біографія
Курт Ґеррон народився 11 травня 1897 в Берліні. У 1914 році після закінчення гімназії був призваний в діючу армію. На фронті отримав кілька поранень, вивчав медицину в Берлінському університеті і після перших іспитів повернувся як лікар на фронт. Після війни завершив навчання.
У 1920 році Ґеррон вирішив стати актором. У 1920—1925 роках він працював в Німецькому театрі Макса Рейнгардта, потім виступав на сцені інших берлінських театрів. Участь в «Трьохкопійчаній опері» Брехта у Театрі на Шиффбауердамм принесла йому популярність. Окрім роботи в розмовному театрі, він виступав як співак і актор в численних постановках ревю і кабаре.
З 1920 року Ґеррон знімався в кіно. Через огрядну фігуру йому в основному доручали колоритні ролі другого плану, завдяки яким він досяг великої популярності. До його найбільш відомих персонажів відносяться фокусник Кіперт в «Блакитному ангелові» (Der blaue Engel, 1930) і адвокат в «Троє з бензоколонки» (1930).
У 1926 році Ґеррон дебютував як кінорежисер, а з 1931 року він все частіше ставав за камеру; зняв перші успішні комедії з Хайнцем Рюманном.
У 1933 році невдовзі після приходу до влади нацистів через свої політичні погляди і єврейське походження емігрував до Франції, де поставив дві кінокомедії, а потім до Австрії. Через деякий час він переїхав до Голландії, де зняв один детектив і документальний фільм про голландську радіостанцію, а також відповідав за голландський дубляж фільму «Білосніжка і семеро гномів» Діснея. Після знятої у Римі спільної італо-голландської постановки обмежився виступами в театрі і кабаре разом з іншими емігрантами.
У 1940 році після окупації Голландії германським вермахтом Ґеррон залишився в Амстердамі і став директором єврейського театру, в якому також працювали інші німецькі емігранти. В середині 1943 року його заарештували і відправили до концтабору Вестерборк.
25 лютого 1944 року Ґеррона було депортовано до концтабору Терезієнштадт. Між 16 серпня і 11 вересня 1944 року він знімав там як режисер псевдо-документальний фільм «Фюрер дарує євреям місто» (Der Führer schenkt den Juden eine Stadt), спробу нацистів затуманити очі світовій громадськості і Червоному Хресту. За участю відомих ув'язнених у фільмі інсценувалося приємне життя в гетто з розвагами і культурними заходами. Після закінчення роботи над фільмом у жовтні 1944 року Курта Ґеррона і інших учасників зйомок відправили з позначкою «повернення небажане» в Освенцім. Там він загинув у газовій камері.
У початковій формі фільм про гетто так і не вийшов на екрани. Окремі фрагменти були показані восени 1944 року в одному з випусків кінохроніки; частини робочої копії, що збереглися, були використані у 1964 році в документації про фільм «Так добре було в Терезіні» (So schön war es in Terezin). У 1962 році чеський режисер Збинек Брініх зняв фільм «Ешелон з раю» (Transport z raje), заснований на тих самих подіях.

## Обрана фільмографія

### Актор
| Рік  |   | Українська назва            | Оригінальна назва              | Роль                        |
| ---- | - | --------------------------- | ------------------------------ | --------------------------- |
| 1925 | ф | Вар'єте                     | Varieté                        | докер                       |
| 1927 | ф | Велике обдурювання          | Sein größter Bluff             |                             |
| 1927 | ф | Блиск і убогість куртизанок | Glanz und Elend der Kurtisanen | Niccinger                   |
| 1929 | ф | Біле пекло Піц-Палю         | Die Weiße Hölle vom Piz Palü   |                             |
| 1929 | ф | Щоденник пропащої           | Tagebuch einer                 | Віталіс                     |
| 1930 | ф | Блакитний ангел             | Blaue Engel, Der               | ілюзіоніст, директор театру |
| 1930 | ф | Кохання у кільці            | Liebe im Ring                  |                             |
| 1930 | ф | Троє з бензоколонки         | Die Drei von der Tankstelle    | Кальмус                     |
| 1931 | ф | Бомби над Монте-Карло       | Bomben auf Monte Carlo         |                             |
| 1931 | ф | Маркіза Помпадур            | Die Marquise von Pompadour     | Людовик XV, король Франції  |
| 1932 | ф | Двоє на автомобілі          | Zwei in einem Auto             | Агент Niedlich              |